# Turmalina (Minas Gerais)
Turmalina es un municipio brasileño del estado de Minas Gerais.

## Hidrografía
- Río Araçuai
- Río Jequitinhonha
- Río Itamarandiba
- Arroyo Santo Antônio

### Carreteras
- MG-308
- MG-367

## Administración
Prefecto: Zailson Godinho 2009/2012)
Viceprefecto: No Lopes
Presidente de la Cámara: Zilmar (2009/2012)